# Carl Diercke

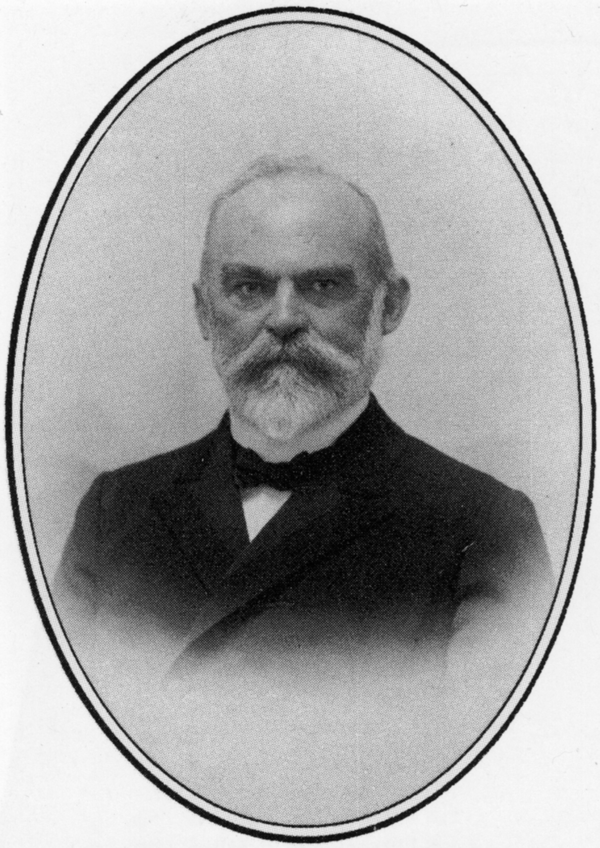
Carl Diercke

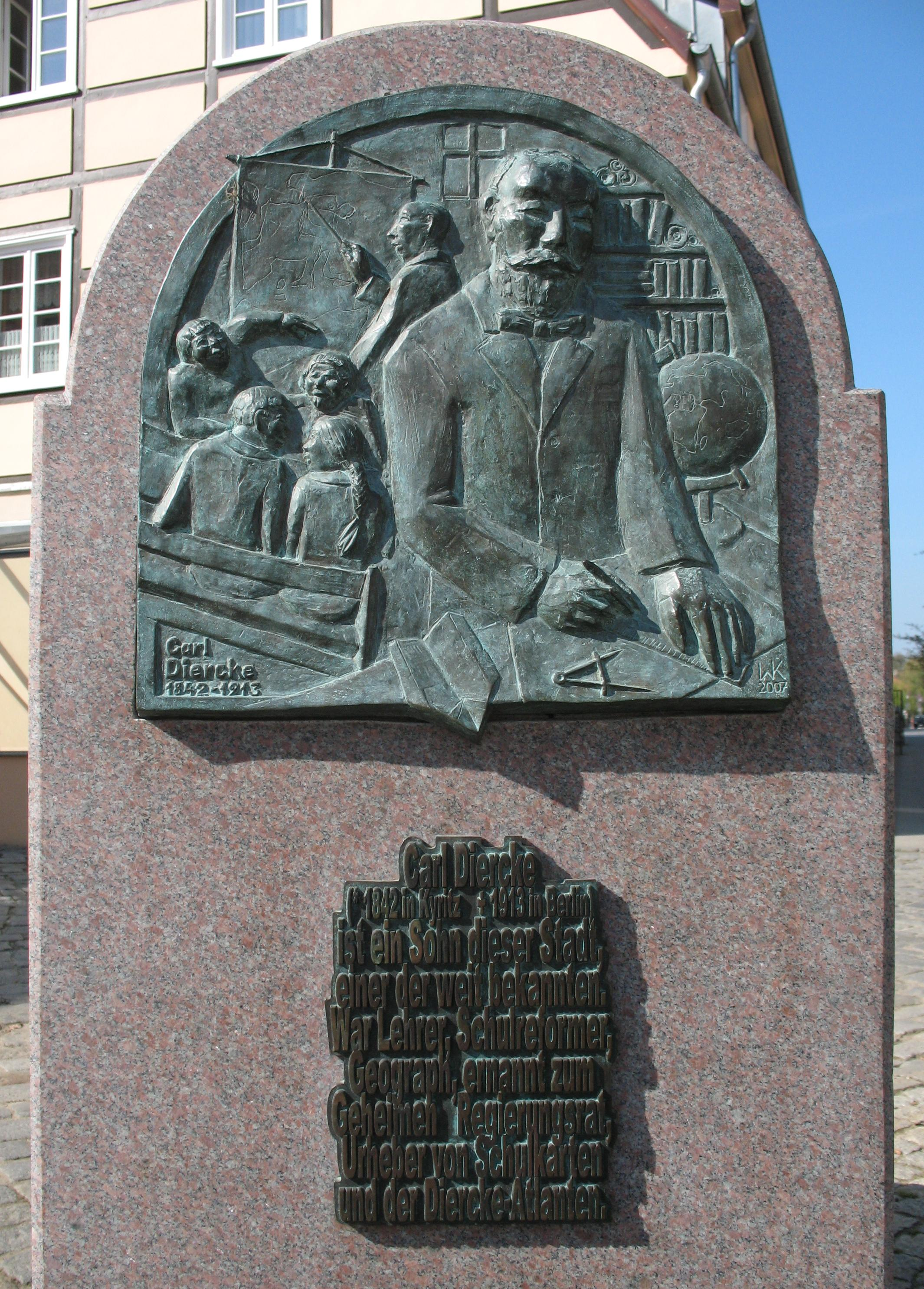
Diercke-Gedenktafel am Brunnen in Kyritz

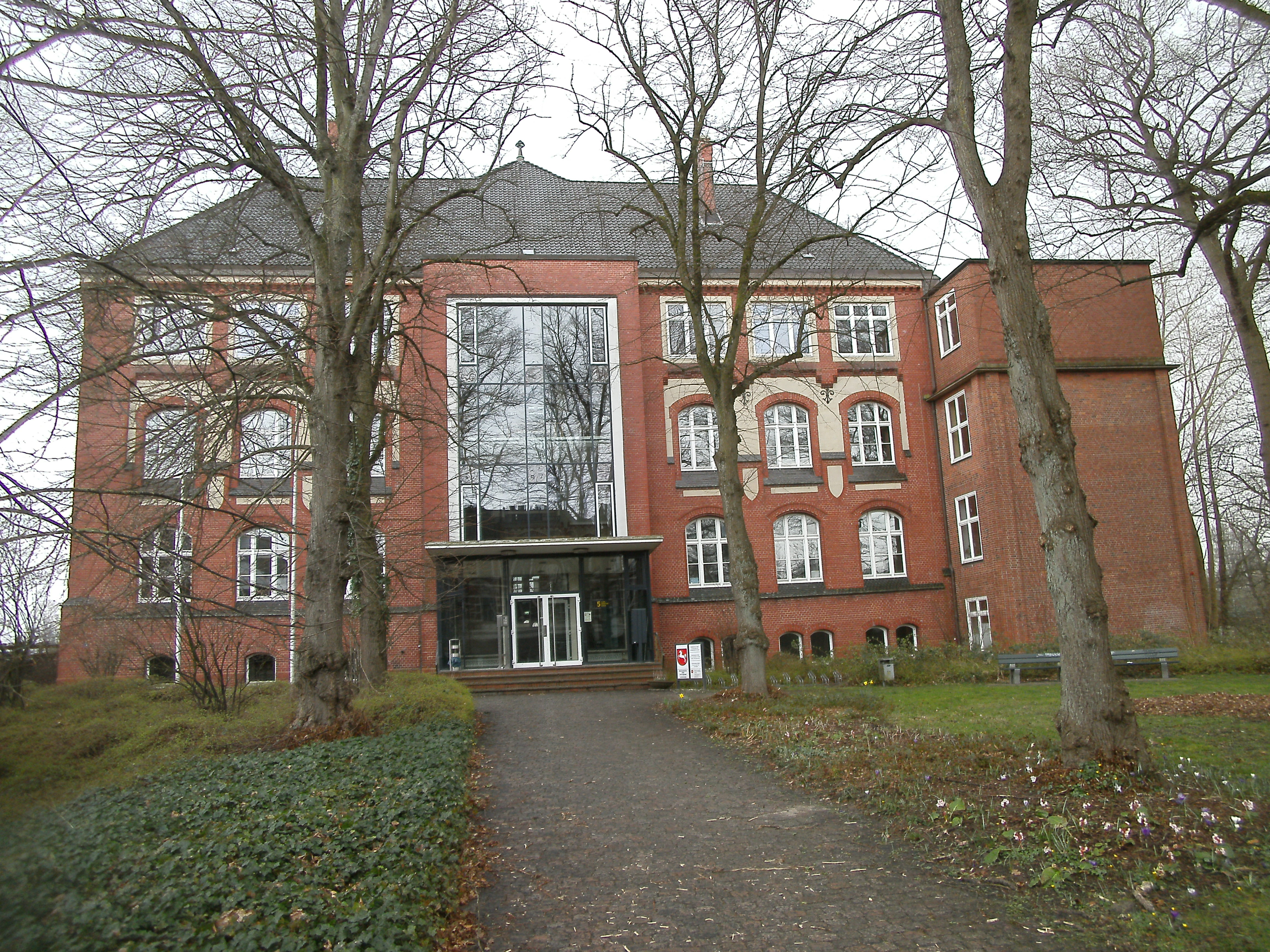
Carl-Diercke-Haus in Stade.

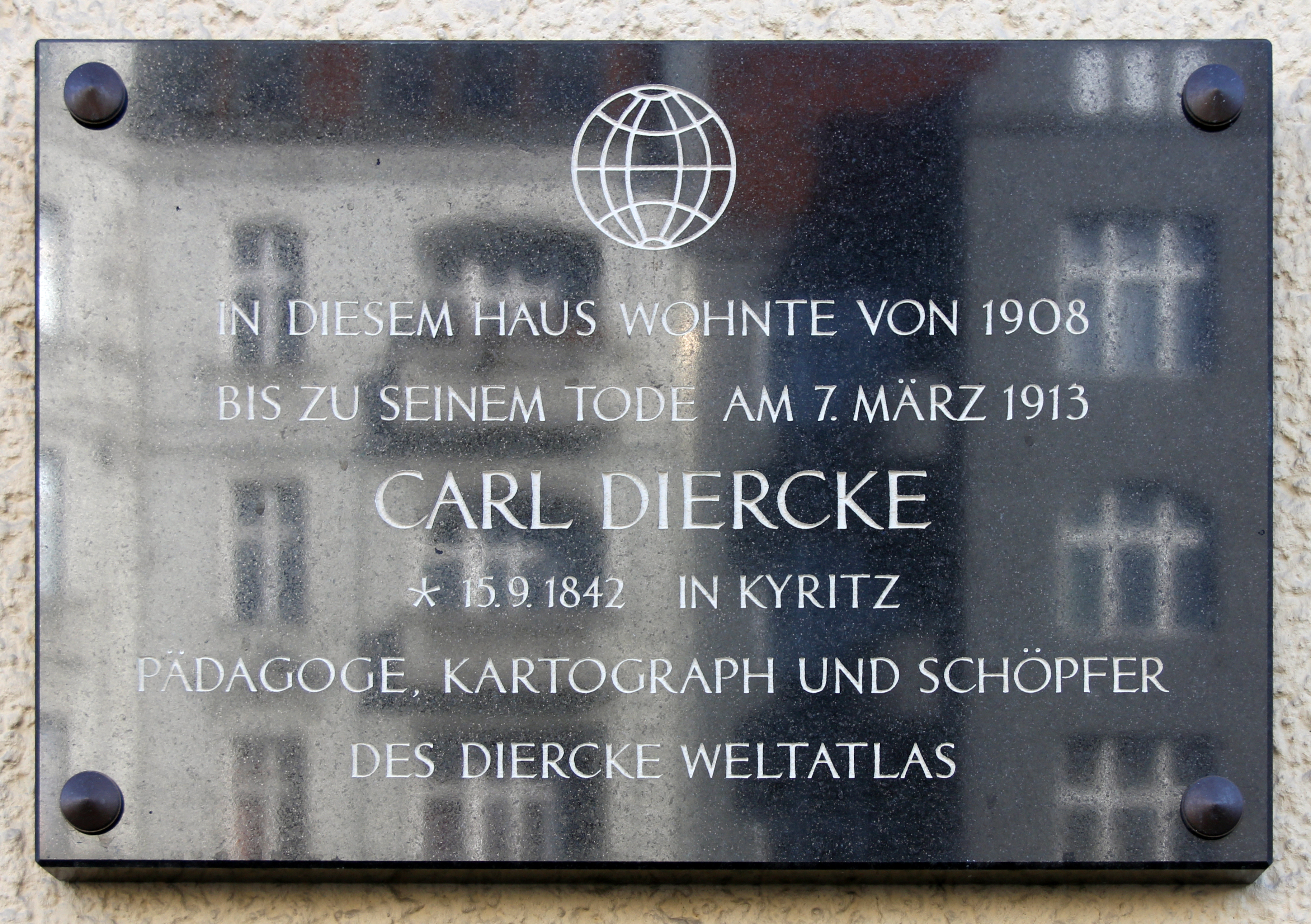
Gedenktafel am Haus, Bundesplatz 12, in Berlin-Wilmersdorf

Carl Diercke (* 15. September 1842 in Kyritz, Kreis Ostprignitz, Königreich Preußen; † 7. März 1913 in Wilmersdorf, Kreis Teltow, Provinz Brandenburg; vollständiger Name Carl Friedrich Wilhelm Diercke) war ein deutscher Pädagoge und Kartograf. Von ihm stammt der weithin bekannte Diercke-Schulatlas, der zunächst von seinem Sohn Paul Diercke fortgeführt wurde und heute als Diercke Weltatlas in der Westermann Druck- und Verlagsgruppe in Braunschweig erscheint.

## Leben
Carl Diercke wurde als Sohn des Gastwirts und Brauereieigners Carl Friedrich Daniel Diercke und Louise Dorothee geb. Müller geboren. Nach dem frühen Tod des Vaters heiratete die Mutter einen früheren Lehrer. Da die Familie häufig umzog, besuchte der Junge Schulen in Kyritz, Salzwedel und Berlin.
Nach dem Abitur absolvierte Diercke von 1860 bis 1863 eine Lehrerausbildung in Berlin, wo er zwischen 1863 und 1865 seine Examina zur Lehrbefugnis für die Fächer Chemie, Französisch, Geographie, Geometrie, Latein, Naturgeschichte, Pädagogik und Rechnen ablegte. Seine berufliche Laufbahn begann 1865 als Privatlehrer in Riga, das damals zum Russischen Kaiserreich gehörte. Dort blieb er bis 1869, bevor er 1870 als Seminarlehrer nach Berlin berufen wurde.
In Berlin lernte er Hermine Marie Ottilie Lucas kennen, die er 1871 heiratete. Aus dieser Verbindung gingen acht Kinder hervor, darunter die Söhne Carl Wilhelm Heinrich (1872–1915) und Paul (1874–1937). 1873 wurde Diercke als Seminarlehrer nach Stade versetzt und ein Jahr darauf zum Direktor des dortigen königlichen Lehrerseminars für Volksschullehrer ernannt. Sein Interesse und Lieblingslehrfach wurde hier Geografie und er begann, eigene Karten zu zeichnen, die klar und übersichtlich gestaltet und daher besonders für Kinder geeignet waren.
Der Erfolg Dierckes führte 1885 zu einer Berufung als Direktor an das Lehrerseminar in Osnabrück. Außerdem ernannte ihn das preußische Ministerium der geistlichen-, Unterrichts- und Medizinalangelegenheiten zum Regierungs- und Schulrat. Von 1899 bis 1908 bekleidete er das Amt des Schuldirektors in Schleswig, dort wurde er 1904 zum Geheimen Regierungsrat ernannt.
Im Jahre 1907 starb seine Frau Ottilie und wurde in Schleswig begraben. 1908 ging Carl Diercke in den Ruhestand und bekam aus diesem Anlass den Hohenzollern-Hausorden 3. Klasse verliehen. Im gleichen Jahr zog er in die damals noch selbstständige Stadt Wilmersdorf, wo er mit 70 Jahren verstarb. Auf seinen Wunsch hin wurde er in Schleswig-Friedrichsberg am 11. März 1913 bestattet.
Einer seiner heute noch lebenden Nachfahren ist Arnold Willemer.

## Herausgabe eines ersten deutschen Schulatlas und die Folgen

Diercke Weltatlas: Einband der 10. Auflage, Braunschweig 1887

Er gewann 1875 den Verleger Georg Westermann aus Braunschweig für die Drucklegung eines entsprechenden Schulbuches. Denn Diercke hatte sich schon geraume Zeit mit dem Gedanken getragen, einen für den Schulunterricht geeigneten, preiswerten, dabei aber für Schulkinder gut gemachten und die geographischen Gegebenheiten veranschaulichenden Atlas zu entwickeln. Zusätzlich nahm er deshalb Kontakt mit dem Leipziger Kartografen und Lithographen Eduard Gaebler auf, der in mehrjähriger Arbeit die Länder kartografierte und präzise umsetzte. So gelang es schließlich, 1883 den Schul-Atlas über alle Teile der Erde. Zum geographischen Unterricht in höheren Lehranstalten. Herausgegeben und bearbeitet von C. Diercke und E. Gaebler. Vierundfünfzig Haupt- und Hundertachtunddreissig Nebenkarten erscheinen zu lassen. Ungewöhnlich für die damalige Zeit: Über Titel und Ämter der Autoren erfährt man nichts Genaues; bewusst verzichtete man auf etwas, was sonst Absatz versprach. Für seinen Erstling erhielt Diercke ein Pauschalhonorar von 1.380 Mark, am Absatz war er nie beteiligt. Das Werk war allerdings groß und durch sein quadratisches Format passte es nicht in die damals üblichen Schulranzen. Eine intensive Überarbeitung des neuen Schulbuches führte schließlich ab den 1890er-Jahren zur Abänderung in ein Hochformat mit den Abmessungen 23 × 36 Zentimeter. Generationen von Schulkindern bedienten sich ab 1895 im Erdkundeunterricht des Großen Diercke.
Wie vielseitig interessiert und offen für neue Entdeckungen Diercke war, zeigt 1882 seine Gründung einer Naturwissenschaftlich-Geographischen Vereinigung in Stade.
Von 1893 bis zu seinem Tod war Diercke Herausgeber des gesamten Atlanten- und Kartenprogramms des Westermann-Verlages, darunter auch der ersten Diercke-Wandkarten Brandenburg und Palästina, die 1903 entstanden waren.
Zum 125-jährigen Jubiläum der Erstausgabe erschien 2008 eine vollständige Neubearbeitung des Diercke Weltatlas, erstmals ergänzt um einen digitalen Atlas im Internet sowie einen Online-Globus.

## Dierckes Atlas 1883 bis heute
Dierckes Atlas erfuhr bis heute diverse Neubearbeitungen, die Auflagen-Zählung wurde dabei jedoch mindestens bis zur 189. Auflage (1975) beibehalten. Außerdem sind auch spezielle Ausgaben, z. B. mit regionalem Bezug, bekannt.
- Carl Diercke: Schulatlas für höhere Lehranstalten. 1. Auflage, Westermann, Braunschweig 1883.
Die ursprüngliche Ausgabe wurde 1895 überarbeitet und bis zur 47. Auflage fortgeführt.
- Carl Diercke (Bearb.): Lange-Diercke Volksschul-Atlas. Ausgabe für das Großherzogtum Hessen. Georg Westermann, Braunschweig 1906.
(Kommissionsverlag für Hessen: Emil Roth, Gießen) (Digitalisat bei der Universitäts- und Landesbibliothek Darmstadt)
- Paul Diercke (Bearb.): Diercke Atlas für höhere Lehranstalten. 48., neu bearbeitete Auflage, Westermann, Braunschweig 1911.
(Digitalisat bei der Universitäts- und Landesbibliothek Düsseldorf)
Die Neubearbeitung von Paul Diercke erfuhr 1931 eine Überarbeitung und blieb dann bis zur 82. Auflage im Wesentlichen unverändert.
- Richard Dehmel (Bearb.): Diercke Weltatlas. 83., neu bearbeitete Auflage, Georg Westermann Verlag, Braunschweig 1950.
Dehmels Neubearbeitung wurde 1957 angepasst und dann bis zur 184. Auflage fortgeführt.
- Ferdinand Mayer (Bearb.): Diercke Weltatlas. 185., neu bearbeitete Auflage, Georg Westermann Verlag, Braunschweig 1974, ISBN 3-14-100500-1.
- Diercke Weltatlas. Westermann Schulbuchverlag, Braunschweig 2019, ISBN 978-3-14-100800-5.